# های‌برخن
های‌برخن (به هلندی: Huijbergen) یک منطقهٔ مسکونی در هلند است که در وونس‌درخت واقع شده‌است.